# Скрученно удлинённая четырёхугольная бипирамида
Скру́ченно удлинённая четырёхуго́льная бипирами́да — один из многогранников Джонсона (J17, по Залгаллеру — М2+А4+М2), дельтаэдр.
Составлена из 16 правильных треугольников; имеет 24 ребра одинаковой длины и 10 вершин. В 2 вершинах сходятся по четыре грани, в остальных 8 (расположенных как вершины правильной четырёхугольной антипризмы) — по пять граней.
Скрученно удлинённую четырёхугольную бипирамиду можно получить из двух квадратных пирамид (J1) и правильной четырёхугольной антипризмы, все рёбра у которых одинаковой длины, — приложив основания пирамид к основаниям антипризмы.

## Метрические характеристики
Если скрученно удлинённая четырёхугольная бипирамида имеет ребро длины {\displaystyle a}, её площадь поверхности и объём выражаются как
{\displaystyle S=4{\sqrt {3}}\;a^{2}\approx 6{,}9282032a^{2},}
{\displaystyle V={\frac {1}{3}}\left({\sqrt {2}}+{\sqrt {4+3{\sqrt {2}}}}\right)a^{3}\approx 1{,}4284045a^{3}.}

## В координатах
Скрученно удлинённую четырёхугольную бипирамиду с длиной ребра {\displaystyle 2} можно расположить в декартовой системе координат так, чтобы её вершины имели координаты
- {\displaystyle \left(0;\;0;\;\pm \left({\sqrt {2}}+{\frac {1}{\sqrt[{4}]{2}}}\right)\right),}
- {\displaystyle \left(\pm 1;\;\pm 1;\;{\frac {1}{\sqrt[{4}]{2}}}\right),}
- {\displaystyle \left(\pm {\sqrt {2}};\;0;\;-{\frac {1}{\sqrt[{4}]{2}}}\right),}
- {\displaystyle \left(0;\;\pm {\sqrt {2}};\;-{\frac {1}{\sqrt[{4}]{2}}}\right).}

При этом ось симметрии многогранника будет совпадать с осью Oz, а две из четырёх плоскостей симметрии — с плоскостями xOz и yOz.